# 卡斯特尔 (北部省)
卡斯特尔（法語：Caëstre，法語發音：[kastʁ]）是法国上法兰西大区北部省的一个市镇，位于该省西北部，属于敦刻尔克区。

## 地理
卡斯特尔（50°45'30"N, 2°36'15"E）面积10.2 平方千米，位于法国上法蘭西大區北部省，该省份为法国最北部的省份及最长的省份，西北濒北海，西接加来海峡省，南至埃纳省和索姆省，东与比利时接壤。
与卡斯特尔接壤的市镇（或旧市镇、城区）包括：圣西尔韦斯特-卡佩勒、博尔、埃克、弗莱特尔、阿兹布鲁克、翁德盖姆、普拉代勒。
卡斯特尔的时区为UTC+01:00、UTC+02:00（夏令时）。

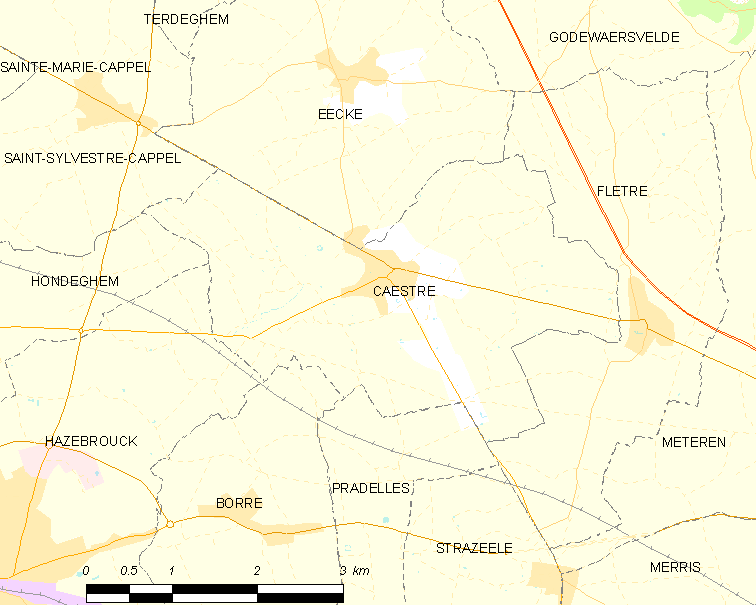
卡斯特尔的OSM定位图

## 行政
卡斯特尔的邮政编码为59190，INSEE市镇编码为59120。

## 政治
卡斯特尔所属的省级选区为巴约勒县。

## 人口

1962-2008年间卡斯特尔人口变化图示

卡斯特尔于2022年1月1日时的人口数量为1979人。